# Museo civico (Feltre)
Il museo civico di Feltre ha sede presso il cinquecentesco palazzo Villabruna. Al suo interno trovano spazio reperti archeologici di grande importanza, che spaziano dalla protostoria al medioevo; di grande rilevanza sono la raccolta epigrafica romana e la statua di Esculapio, una collezione di mobili di pregio di produzione locale e una ricca collezione di arte pittorica del panorama veneto: tra i più importanti nomi spiccano Cima da Conegliano, Gentile Bellini, Pietro Liberi. Il museo è frutto della volontà dei cittadini di mostrare la bellezza a tutti.

## Storia
Il Museo Civico fonda le sue radici già nell'Ottocento; in alcuni scritti di quel periodo si fa riferimento ad un gabinetto di scienze naturali presente nel Palazzo Pretorio, attuale sede comunale. Tra i reperti custoditi in questo primo allestimento vi è un orso delle caverne proveniente dalla grotta di San Donato (Bus de la Béla) e un cranio umano ricoperto di incrostazioni.
Il 15 giugno 1903, su spinta della nobildonna Antonietta Guarnieri Dal Covolo, il Consiglio comunale ha approvato l'istituzione del Museo Civico, a cui seguì la donazione dei primi manufatti eterogenei da parte della nobildonna. A seguito di questa consegna, il sindaco Ferruccio Bonsembiante promosse una raccolta di materiali, invitando i cittadini a conferire oggetti e documenti. Questo primo nucleo del Museo Civico trovò sede il 20 settembre dello stesso anno nella sala del Maggior Consiglio del Palazzo della Ragione.
Nel 1922 il museo trovò la sua sede definitiva, il palazzo cinquecentesco Villabruna, nei pressi di Porta Oria e della chiesetta quattrocentesca della Santissima Trinità. Il palazzo fu acquistato dal Comune, con un contributo ministeriale, dai fratelli Francesco e Giacomo Villabruna. Le pessime condizioni dello stabile resero necessari degli importanti lavori di restauro curati da Alberto Alpago Novello.
Mentre proseguivano i lavori, il museo si arricchì di importanti opere. Nel 1924 il Seminario Vescovile di Feltre concesse in prestito al Museo Civico, per ben 99 anni, la preziosa collezione del conte Jacopo Dei. A seguire, nel 1927 vennero concesse dalla soprintendenza la pala con Madonna col Bambino in trono tra i santi Dionisio e Vittore di Giambattista Cima da Conegliano e la Madonna con il Bambino tra San Vito e San Modesto di Lorenzo Luzzo.
A conclusione dei lavori, nel 1928, venne aperto con un allestimento curato da Alberto Alpago Novello, Guido Assereto e Mario Gaggia. I vari manufatti vennero esposti in modo da offrire al visitatore una visione storico-artistico-antropologica della tipica casa feltrina.
Tra il 1944 e il 1952, viste le costanti consegne di materiali, la sede museale iniziava a risultare stretta. Grazie al contributo del senatore Achille Gaggia, la sede museale si ampliò e le nuove sale vennero annesse da un palazzo addossato al palazzo Villabruna. L'opera di ampliamento venne curata sempre da Alpago Novello.
L'ampliamento richiese un riordino delle collezioni, così per la parte archeologica intervenne la Soprintendenza alle Antichità delle Venezie e per la parte artistica la Soprintendenza alle Gallerie ed Opere d'Arte delle Venezie. La parte della pinacoteca realizzata nel 1954 venne curata da Francesco Valcanover, allora ispettore per la Soprintendenza alle Gallerie ed Opere d'Arte delle Venezie.
Attualmente il piano terra e lo stabile ex casa del custode del museo sono in fase di ristrutturazione e ampliamento.

## Piano terra - L’archeologico
La collezione archeologica del Museo Civico è costituita da un lapidario e da altri reperti che vanno dalla preistoria all'età Romana. La raccolta fonda la sua esistenza fin dalle origini del museo. Tra i reperti che troviamo citati come esposti nel 1969 vi è una cuspide in selce lavorata, di cui non si conosce la provenienza.
Tra i reperti più interessanti ci sono due iscrizioni in lingua retica, rinvenute nel 1893 presso l’ex convento delle canossiane a circa tre metri di profondità: la prima, reimpiegata come copertura per una tomba, presenta l’iscrizione "Ki-aiser Tinia ti[...]"; la seconda, rinvenuta nello stesso momento, porta inciso il nome della divinità o del dedicante "Silnane".
Altro reperto interessante è l'ara di Anna Perenna, antica divinità italica.
Senza dubbio uno dei reperti statuari più importanti è la statua di Esculapio, rinvenuta nell’agosto del 1974 durante i lavori archeologici nel piazzale prospiciente la concattedrale di Feltre.

## Primo piano - La casa feltrina
La collezione del primo piano rievoca la casa museo voluta da Alpago Novello nel 1928. L’allestimento di questo piano contiene suppellettili frutto di diverse donazioni dei cittadini. Nel salone centrale trova spazio il grande “Baccanale” attribuito ad Antonio Maria Marini e la scultura lignea con putto e cigno di Valentino Panciera Besarel.
Non manca una graziosa cucina con lavabo in pietra e caminetto originali del palazzo; questo piccolo angolo dell’esposizione consente di vedere e comprendere l’uso di alcuni oggetti particolari.
Nello stesso piano si può ammirare anche il quadro Veduta di Feltre di Domenico Falce. Nel salone passante si ammira un affresco staccato da palazzo Muffoni che rappresenta una Madonna con Bambino del Morto da Feltre. A un buon osservatore non sfugge lo stile fluido e luminoso degli affreschi della Domus Aurea studiati dall'artista.

### Il cortile
Prospiciente all’ingresso esterno del primo piano si trova un loggiato, dove si possono ancora oggi ammirare le evidenze strutturali gotiche. Tale allestimento fu curato da Alpago Novello con l’intento di ricreare ed imitare un giardinetto di un palazzetto pubblico. Al centro fa la sua mostra il pozzo seicentesco con lo stemma della famiglia Borgasio.
L’interno del porticato è stato decorato con gli stemmi delle famiglie nobili feltrine e dei rettori veneziani ed ecclesiastici.

## Secondo piano - La pinacoteca
L’allestimento di questo piano è opera di Francesco Valcanover e risale al 1954. In questo piano sono state esposte le opere di maggior pregio, come Madonna col Bambino in trono tra i santi Dionisio e Vittore (Pala di Zermen) di Cima da Conegliano, “Ritratto di Zaccaria Dal Pozzo”, “Ritratto di musicista”, “Matrimonio mistico di Santa Caterina” e “Madonna con Bambino, San Tiziano e Santa Caterina” di Pietro de Marescalchi, “Ritratto di prelato” di Gentile Bellini.
Nel secondo piano trova spazio il “Manto di Carlo IV”, tradizionalmente ricordato come dono di Carlo IV al Santuario dei Santi Vittore e Corona.
Nelle varie sale si possono ammirare opere che vanno dal XV al XIX secolo.